# Chiesa della Santissima Trinità (Lubiana)
La chiesa della Santissima Trinità (in sloveno Župnijska cerkev svete Trojice) è una chiesa di Lubiana, situata in strada Slovenia (Slovenska cesta) ad ovest di piazza del Congresso. La sua costruzione in stile barocco risale tra il 1718 ed il 1726.

## Storia

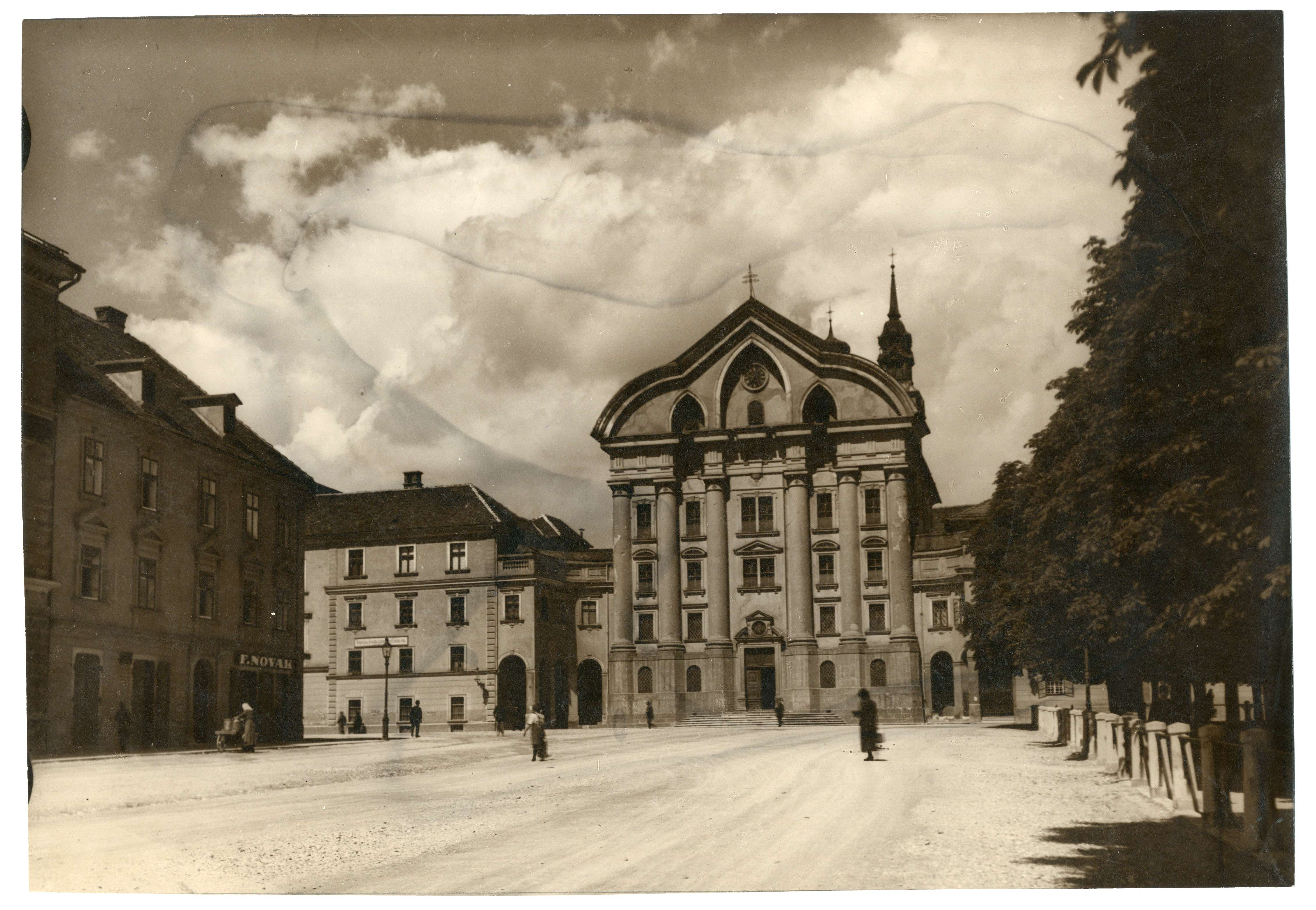
La chiesa nel 1920

La chiesa è stata progettata da Carlo Martinuzzi, un architetto friulano. Il campanile originario della chiesa fu distrutto da un grave terremoto che colpì la città nel 1895; esso fu ricostruito nel '900. La scalinata d'ingresso posta di fronte alla chiesa fu parzialmente progettata dall'architetto Jože Plečnik nel 1930.
Dopo la dichiarazione di indipendenza della Slovenia dalla Iugoslavia, la chiesa venne raffigurata sulla banconota da dieci talleri. La banconota rimase in circolazione dal 1991 fino al 2007, anno di introduzione dell'euro.

## Architettura
La facciata della chiesa in stile barocco è composta da enormi colonne e da un caratteristico frontone; il progetto è dell'architetto Francesco Borromini. L'interno della chiesa al contrario di altre chiese della città non è affrescato, ma contiene importati dipinti tra cui uno dedicato a Sant'Orsola e uno a S. Agostino oltre a numerose sculture. L'altare maggiore in marmo policromo africano, realizzato tra il 1730 ed il 1740 da Francesco Robba..

### Colonna della Santissima Trinità
Davanti alla chiesa si trova la Colonna della Santissima Trinità. La colonna originaria in legno si trovava dal 1693 di fronte ad un monastero agostiniano, nei pressi del quartiere Aidussina (Ajdovščina) a Lubiana. La colonna venne eretta nel 1693 a ringraziamento del fatto che la città si era salvata dalla peste. Nel 1722 essa fu sostituita da una in pietra realizzata da Luka Mislej, mentre le statue in marmo raffiguranti la Trinità sono presumibilmente opera del Robba. Successivamente, nel 1834, Ignacij Toman realizzò un nuovo piedistallo ed il gruppo scultoreo fu sostituito con una copia. L'originale è attualmente conservato al Museo della città di Lubiana. A seguito del terremoto che colpì la città nel 1895, l'opera fu restaurata da Feliks Toman e nel 1927 ricollocata di fronte alla chiesa della Santissima Trinità secondo il progetto di Plečnik di riassetto urbanistico della piazza del Congresso.

## Galleria d'immagini

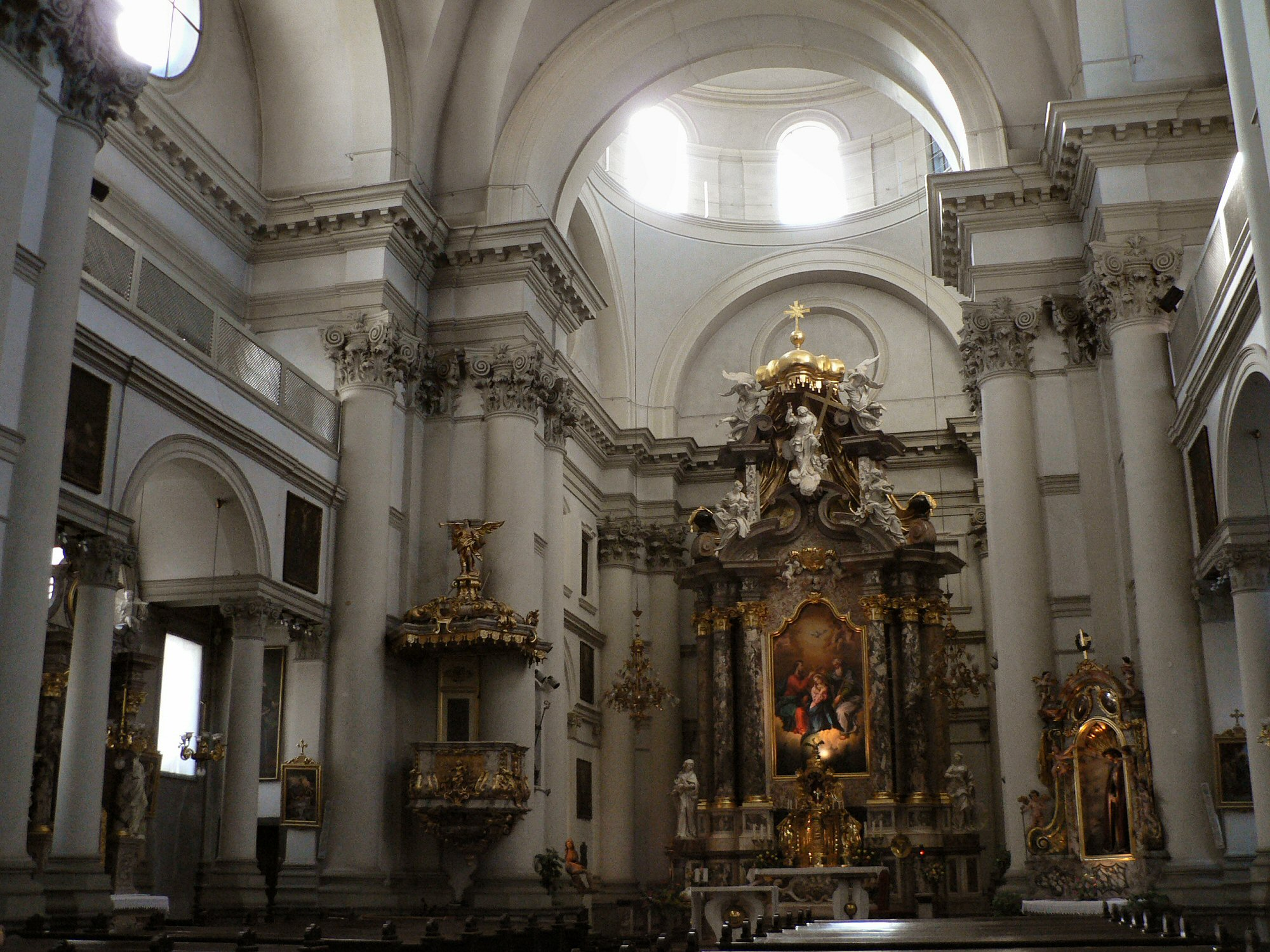
Interno della chiesa
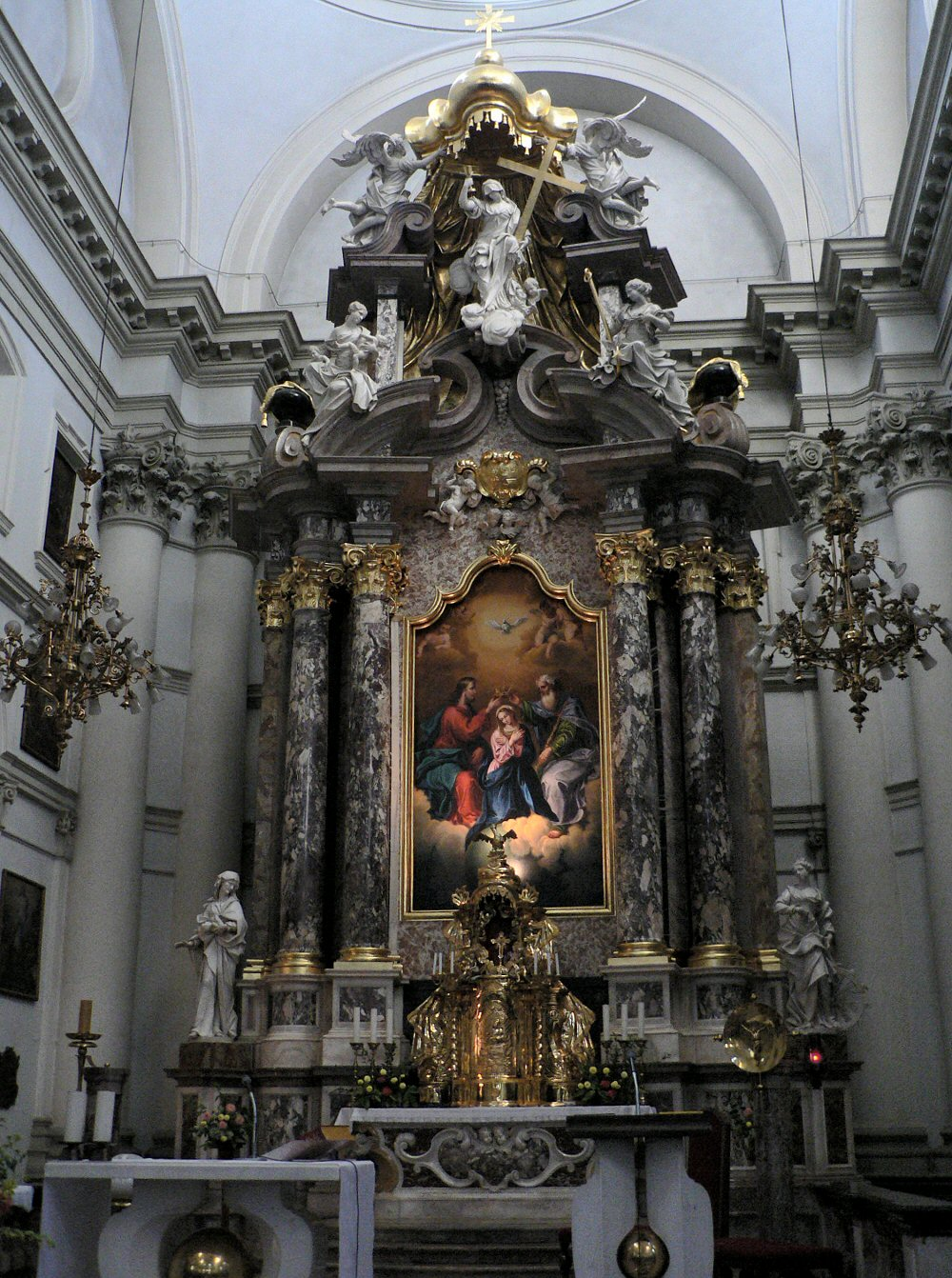
Altare
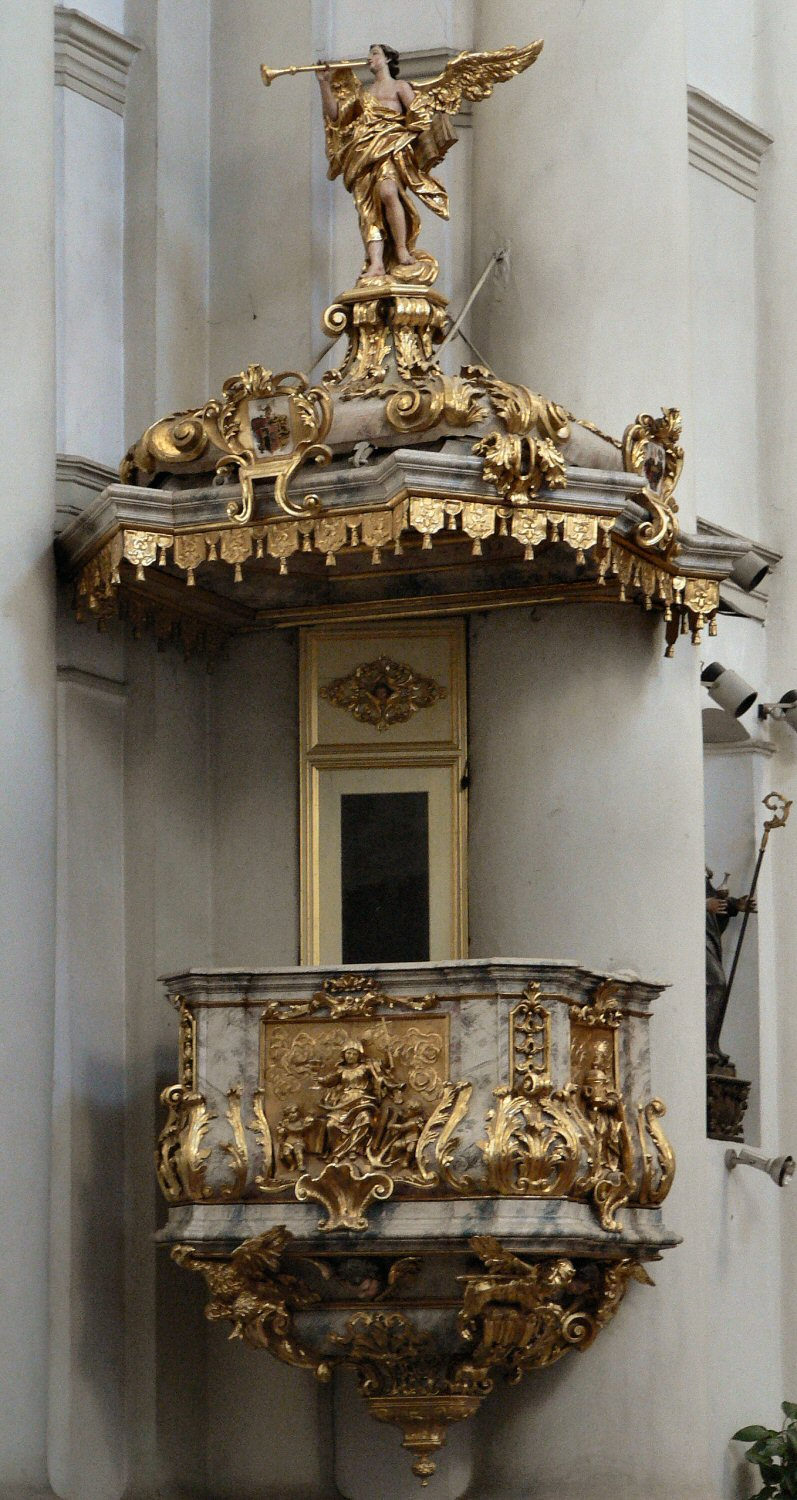
Leggìo
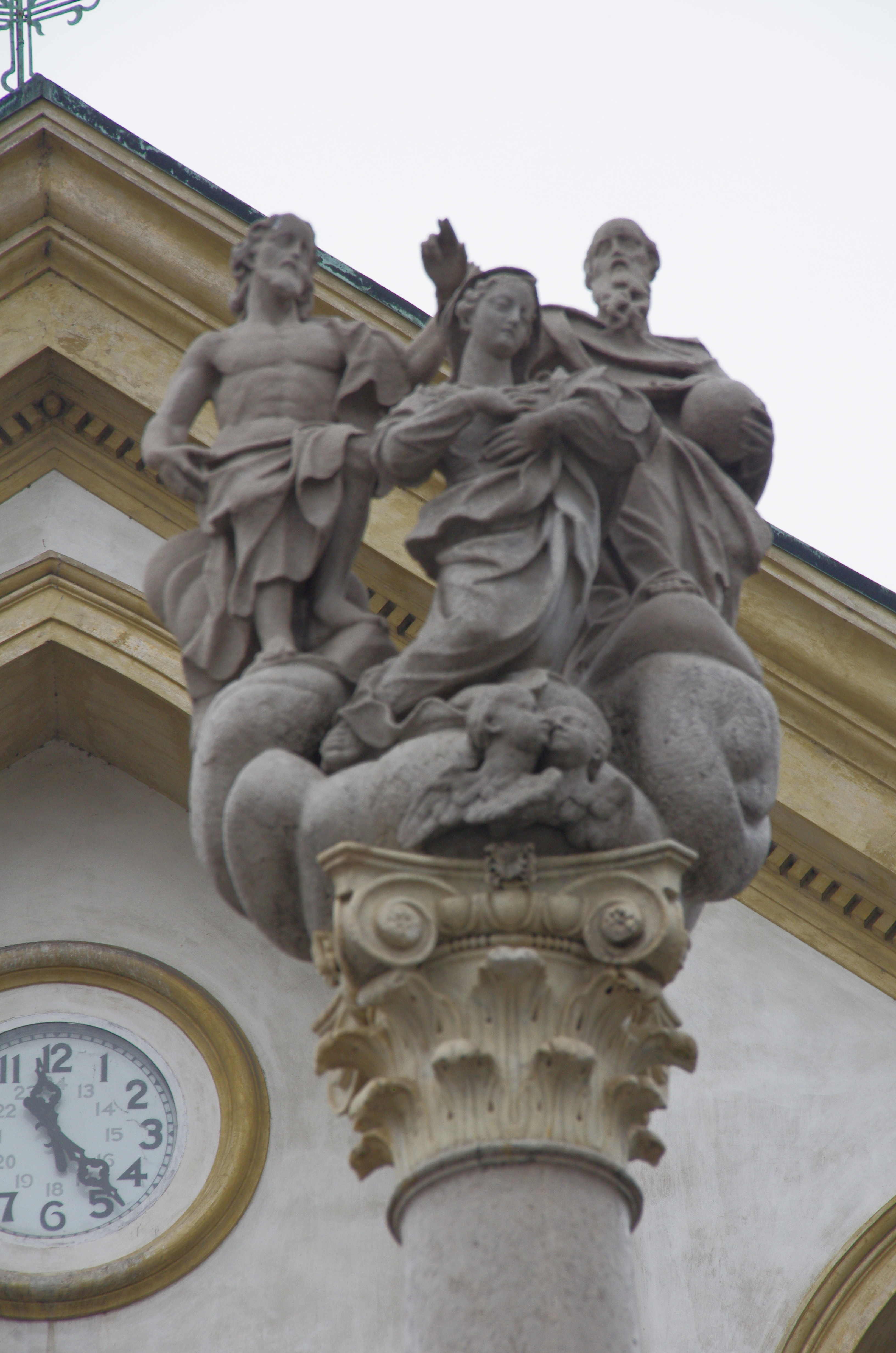
Le statue di marmo della colonna raffiguranti la Santissima Trinità